# 二人の青い鳥
「二人の青い鳥」（曲）（My Elusive Dreams）は、ビリー・シェリルとカーリー・プットマンが作詞作曲した楽曲。日本では、ナンシー・シナトラとリー・ヘイズルウッド盤が1968年にヒットしている。

## 解説
最初のレコーディングは、タミー・ワイネットとデヴィッド・ヒューストンのデュエット盤で1967年全米89位を記録した。カントリー・チャートでは第１位を記録している。1970年ボビー・ヴィントンが録音し全米46位を記録。カントリー・チャートでも27位まで上昇した。
1975年チャーリー・リッチ盤が全米49位、カントリー・チャートで3位を記録した。ここまで紹介されたレコーディングはいずれも作者の一人でもあるビリー・シェリルの制作でエピック・レコードからリリースされた。これ以降もCBSの専属アーティストにプロデューサーとしてこの作品を録音させている。
日本では、1968年のアルバム"Nancy & Lee"からシングル・カットされたナンシー・シナトラとリー・ヘイゼルウッド盤で知られている。オリコン最高位85位（1968）

## 主要なカヴァー
- タミー・ワイネット・アンド・デヴィド・ヒューストン - アルバム"Tammy's greatest hits"(1969) 制作：ビリー・シェリル
- ロジャー・ミラー - アルバム"Tender look at love"(1968)
- ボビー・ジェントリーとグレン・キャンベル - アルバム"Bobbie Gentry & Glen Campbell"(1968)
- ボビー・ヴィントン - アルバム"My elusive dreams"(1970）制作：ビリー・シェリル
- チャーリー・リッチ - アルバム"Silver Fox"(1974)制作：ビリー・シェリル
- アンディ・ウィリアムス - アルバム"You lay so easy on me"(1974)制作：ビリー・シェリル